# Triodopsis occidentalis
Triodopsis occidentalis é uma espécie de gastrópode da família Polygyridae
É endémica dos Estados Unidos da América. 